# Erasmo Carlos
Erasmo Carlos, nom artístic d'Erasmo Esteves (Rio de Janeiro, 5 de juny de 1941 — Ib., 22 de novembre de 2022), fou un cantant i compositor brasiler, estretament relacionat amb el seu amic i col·laborador per molt de temps Roberto Carlos Braga.

## Biografia
Erasmo Esteves va néixer al barri de Tijuca a la Zona Nord de Rio de Janeiro. Carlos va conèixer Sebastião Rodrigues Maia (que més tard seria conegut com a Tim Maia) des de petit. Maia li va ensenyar els seus primers acords a la guitarra.
El 1957 Carlos es va unir a la banda de Maia, Os Sputniks, amb Roberto Carlos. Erasmo va ser presentat a Roberto per Arlênio Livy. Després d'una baralla entre Tim i Roberto, el grup es va dissoldre. Wellington va abandonar la música, va ser l'únic que quedava i Arlênio l'any següent va decidir trucar Erasmo i altres amics de Tijuca, Roberto i José Edson Trindade, conegut com "China", per formar el grup vocal The Boys of Rock.
A proposta de Carlos Imperial, el grup va passar a anomenar-se The Snakes. Van donar suport tant a Roberto com a Tim Maia en els seus respectius espectacles.
Roberto Carlos necessitava la lletra de la cançó Hound Dog, un èxit d'Elvis Presley, Arlênio Livy li va dir que Erasmo tenia la lletra, ja que era un gran fan d'Elvis. Llavors Roberto va descobrir altres afinitats amb Erasmo, ja que a tots dos els agradava Bob Nelson, James Dean, Marlon Brando, Marilyn Monroe i com animadors del Vasco da Gama. Com a part de The Snakes, Tim Maia va ensenyar a Erasmo a tocar la guitarra. Erasmo va decidir adoptar el nom de Carlos en el seu nom artístic, en honor a Roberto Carlos i Carlos Imperial. Abans d'anar en solitari, Erasmo també va formar part del grup Renato i els seus Blue Caps.
Erasmo va participar eficaçment amb Roberto Carlos i Wanderléa al Jovem Guarda TV, programa on va rebre el sobrenom de "Tremendão" (El gran tremend), imitant la roba i l'estil del seu ídol Elvis Presley.
Els seus majors èxits com a cantant en aquesta fase van ser Gatinha manhosa i Festa de arromba. S'havia rumorejat que es convertiria en el principal presentador del programa, però Roberto Carlos va acabar ocupant el lloc. Roberto i Erasmo, com a socis com a compositors, van ser criticats per cantar i escriure música rock i ser així "americanitzats". Com a resposta, "Coqueiro verde" va ser el primer samba-rock gravat per Erasmo.